# Логическа грешка
 Тази статия е за неформалните грешки в логиката.  За формалните грешки в логиката вижте формална логическа грешка.  
В логиката и реториката логическа грешка или логическа заблуда (още „софизъм“, „логическа уловка“) е грешка в разсъждението, която води до неправилно аргументиране, а от там – до погрешно схващане или предположение. Логическите грешки често звучат риторично убедително, защото разчитат на емоционалните импулси в слушателя или опонента (напр. позоваване на чувства), или на евристиките, създадени от социалните взаимоотношения между хората (напр. аргумент към авторитета).
Когато един аргумент е „логически невалиден“, това не означава непременно, че заключението му е погрешно; означава единствено, че заключението не би могло да бъде правилно достигнато чрез този аргумент. Логическите грешки най-често се ползват неумишлено, но те също така може да бъдат използвани умишлено с цел победа в спор, без истината да е от значение.
Логическите заблуди обикновено се класифицират като неформални (предпоставката не подкрепя представеното заключение, т.е. съдържанието е неправилно, но аргументът е структуриран правилно), или формални (при тях самата логическа структура е неправилна).

## Примери
Освен вече споменатите примери, други са:
- избирателният аргумент (на английски: cherry-picking), когато тезата се подкрепя от част от фактите, така че тези, които ѝ противоречат са пропуснати.
- аргумент-плашило (на английски: straw man argument), когато за да бъде защитена определена теза, тя бива противопоставена на фиктивна антитеза, която може лесно да бъде оборена.
- подмяна на темата, добила популярност със знаменитата руска фраза „а вие защо биете негрите“, известна и с американизма уотабаутизъм (от англ. what-about).